# Semans
Semans es un pueblo canadiense situado en la provincia de Saskatchewan.

## Superficie
Semans tiene una superficie de 1,08 km².

## Demografía
En 2021, tenía 180 habitantes, una densidad poblacional de 166,9 hab./km², y 113 viviendas.